# Усанович Михайло Ілліч
Миха́йло Іллі́ч Усано́вич  (16 червня 1894, Житомир — 15 червня 1981, Алма-Ата) — хімік, академік АН Казахської РСР (1962), доктор технічних наук (1938), професор (1935), заслужений діяч науки КазРСР. Працював у галузі фізичної хімії. Вперше у світі сформулював сучасну теорію кислот і основ.

## Біографія
Народився 16 червня 1894 року у Житомирі. У 1912 році закінчив із золотою медаллю гімназію та вступив до Київського університету (закінчив у 1917). По закінченню навчання розпочав викладаціку діяльність на Вечірніх вищих жіночих курсах у Києві, а паралельно працював у керованій академіком В. І. Вернадським біогеохімічній лабораторії АН УРСР (1919—1920). З 1924 року був технічним керівником хіміко-фармацевтичного заводу, співробітником Київського політехнічного інституту (1924—1929).
У 1929 році Усанович переїхав до Томська, де розпочав роботу на кафедрі аналітичної хімії, а пізніше неорганічної хімії місцевого університету. У 1930 його було обрано професором університету. За п'ять років його призначають професором Середньоазійського університету в Ташкенті і директором хімічного інституту про університеті. У 1944 році Усанович став завідувачем кафедри фізичної хімії Казахського університету в Алма-Аті.
У 1946 році його було обрано член-кореспондентом, а з 1962 року — дійсним членом Академії наук Казахської РСР.
Помер 15 червня 1981 року у Алма-Аті.

## Наукова діяльність
Розробив кількісну теорію розчинів. Показав, що так називана аномальна електропровідність — не виняток, а правило, довів помилковість застосування закону розведення Оствальда до більшості розчинів. Сформулював узагальнену теорію кислот і основ. Установив, що системи, у яких відбувається хімічна взаємодія, підпорядковуються законам ідеальних розчинів лише за умови вираження складу через рівноважні концентрації. Вивів рівняння залежності неколигативних властивостей розчинів (щільність, в'язкість) від їхньої складу.

## Основні наукові праці
- Усанович М. И. Теория кислот и оснований. — Алма-Ата, 1953. (рос.)
- Усанович М. И. Исследования в области растворов и теории кислот и оснований. — Алма-Ата : Наука, 1970. — 364 с. (рос.)